# Celama phaeochroa
Celama phaeochroa är en fjärilsart som beskrevs av George Francis Hampson 1900. Celama phaeochroa ingår i släktet Celama och familjen trågspinnare. Inga underarter finns listade i Catalogue of Life.